# Antje Möldner-Schmidt
Antje Möldner-Schmidt, nemška atletinja, * 13. junij 1984, Potsdam, Vzhodna Nemčija.
Nastopila je na poletnih olimpijskih igrah v letih 2008 in 2012, ko je osvojila sedmo mesto v teku na 3000 m z zaprekami. Na evropskih prvenstvih je v isti disciplini osvojila naslov prvakinje leta 2014 in podprvakinje leta 2012.